# Drenthe
Drenthe (do 2006 r. Drente; nid. Provincie Drenthe) – prowincja w północno-wschodniej Holandii ze stolicą w Assen. Graniczy z Overijssel na południu, Fryzją na zachodzie, Groningen na północy i z Niemcami (powiaty Emsland i Grafschaft Bentheim) na wschodzie. Największym miastem prowincji jest Emmen (Gmina Emmen).

## Podział administracyjny
W skład prowincji Drenthe wchodzi 12 gmin (kolejność alfabetyczna):
- Aa en Hunze
- Assen
- Borger-Odoorn
- Coevorden
- Emmen
- Hoogeveen
- Meppel
- Midden-Drenthe
- Noordenveld
- Tynaarlo
- Westerveld
- De Wolden

## Struktura wyznaniowa
W 2015 r. ateiści stanowili 61,9% ogółu mieszkańców prowincji, a struktura wyznaniowa kształtowała się następująco:
- Protestantyzm – 23,8%
- Katolicyzm – 9,3%
- Islam – 0,9%
- Pozostałe wyznania – 3,6%